# Mercury Phoenix Trust
A Freddie Mercury Phoenix Trust egy jótékonysági szervezet, amely világszerte az AIDS betegség terjedése ellen harcol.
Maga Mercury gondolta ki azt az ötletet, hogy felhívja a figyelmet az AIDS elleni harc fontosságára, ezért kívánsága szerint a halála után megjelenítetett Bohemian Rhapsody/These Are the Days of Our Lives kislemez teljes bevételét a Terrence Higgins AIDS Trust alapítvány számára utalták.
A halála után a megmaradt tagok (Brian May, John Deacon, Roger Taylor) és Jim Beach menedzser létrehozta a Freddie Mercury emlékkoncertet, amelynek a bevételét teljes egészében az alapítvány létrehozására szántak, amely azóta is aktívan működik. Jelenlegi vezetők: Brian May, Roger Taylor, Jim Beach és Mary Austin.